# يقظة (طب)

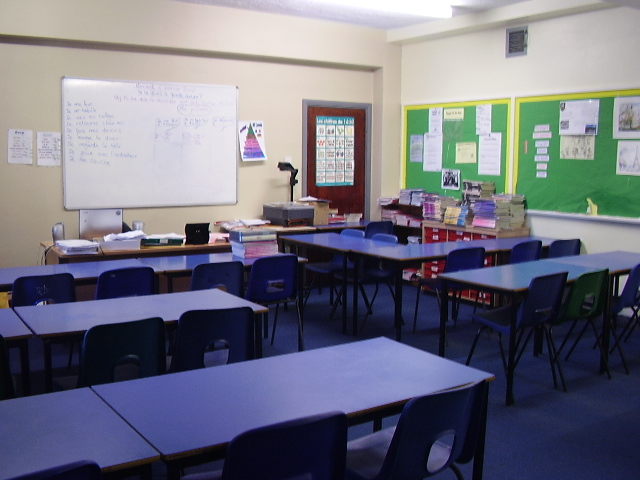

اليقظة أو التنبُّه (بالإنجليزية: Alertness)‏ هي حالة من الانتباه مع وعي وإدراك عال كأن يكون مستعدا لحالات الخطر أو الطوارئ. حالة اليقظة متعلقة بالحالة النفسية والفسلجية.

## حالات فقدان اليقظة
فقدان اليقظة يحصل في عدد من الحالات مثل:
- التغفيق
- اضطراب فرط النشاط ونقص الانتباه
- متلازمة التعب المزمن
- الاضطراب الاكتئابي
- مرض أديسون
- اضطراب النوم

## أدوية تسبب اليقظة
من الأدوية المستخدمة أو الممنوعة التي تسبب اليقظة:
- بنزدرين، وهو أحد أنواع الأمفيتامين استخدمه الجنود الأمريكان في الحرب العالمية الثانية
- استخدم الجنود البريطانيون الأمفيتامين[2] وميثامفيتامين.[3]
- أمفيتامينات مختلفة يستخدمها الطلاب لأغراض الدراسة.[4][5]
- كوكايين.[6]